# Pseudoparlatoria perparvula
Pseudoparlatoria perparvula är en insektsart som beskrevs av Ferris 1942. Pseudoparlatoria perparvula ingår i släktet Pseudoparlatoria och familjen pansarsköldlöss. Inga underarter finns listade i Catalogue of Life.